# Pehr Tholsson
Per (Pehr) Tolsson, född 1720, död 1800, var en svensk byggmästare och bildhuggare.
Det finns få bevarade uppgifter om Tolsson liv och verksamhet men man vet att han var byggmästare vid uppförandet av Linsells kyrka i Jämtland 1774 och att han utförde bildhuggeriarbeten för flera jämtländska kyrkor.  